# Joachim von Sydow
Joachim von Sydow (* 19. Dezember 1632 in Lübtow im Weizacker; † 26. September 1686 in Danzig) war ein deutscher Offizier in Diensten der Königreiche Schweden und Dänemark-Norwegen sowie der Stadt Danzig.

## Leben
Joachim von Sydow war ein Sohn von Jochim von Sydow († 1653) auf Blumberg und dessen Ehefrau Anna Catharina von Schöning. 1648 begann er seine militärische Laufbahn bei dem Obristleutnant Meerbach in Stettin und nahm am Kampf gegen kaiserliche Truppen teil. Danach kam er zu Obristleutnant Adam von Weyher. 1655 trat er als Fähnrich unter dem Dragoner-Kapitän Bomstorff in schwedische Dienste und nahm am schwedisch-polnischen Krieg teil. 1657 heiratete Sydow die Tochter Eleonora (1641–1711) des Obrist-Wachtmeisters Hans Heinrich von Gräbel. 1661 wurde er zum Kapitän im Leibregiment von Wrangel ernannt. Von 1669 bis 1671 war Sydow Kommandant von Damm bei Stettin. 1673 wurde er zum Obristleutnant ernannt. Bis 1682 war er Stadtkommandant von Hamburg. 1683 trat er in dänische Dienste und wurde dort Generalmajor und Chef eines Dragonerregiments. Danach trat er in den Dienst der Stadt Danzig ein und wurde dort Stadtkommandant. Er starb nach längerer Krankheit und wurde am 28. November 1686 in der Danziger Marienkirche beigesetzt, wo ihm auch ein Epitaph gesetzt wurde.
Einer seiner Söhne war der spätere Oberstleutnant Georg Heinrich von Sydow (1661–1725), verheiratet mit Eleonore von Pufendorf (1674–1723), Tochter des Kanzlers Esaias von Pufendorf (1628–1689). Ein weiterer Sohn war der spätere Oberst Bernhard Joachim von Sydow († 1742), verheiratet mit Beate Elisabeth von Pufendorf, einer weiteren Tochter des Kanzlers Pufendorf; aus dieser Ehe entstammt der Enkel Generalleutnant Heinrich Bernhard von Sydow.